# Michail Bondarev
Michail Vasil'evič Bondarev (in russo Михаил Васильевич Бондарев?; Mosca, 8 ottobre 1957) è un allenatore di calcio a 5 ed ex calciatore russo, campione europeo con la Nazionale russa nel 1999.

## Carriera
Giocatore negli anni 1970 dello Spartak Mosca e del CSKA Mosca, Bondarev ha iniziato ad allenare la Dina Mosca nel 1991. Con la squadra moscovita presa in mano dalla sua fondazione, oltre ad aver vinto nove titoli consecutivi, il primo per la Comunità degli Stati Indipendenti nel 1992-93, i successivi nella neonata Premiere League di Russia; ha messo in bacheca sette Coppe nazionali e cinque Supercoppe, con i gialloverdi ha vinto tre European Champions Tournament, equivalenti alla Coppa dei Campioni calcistica, ed una Coppa Intercontinentale di calcio a 5 nell'ottobre del 1997 battendo dopo tre gare i brasiliani dell'Inter Ulbra Porto Alegre. Sempre con la Dina ha poi raggiunto altre tre volte la finale dell'Intercontinentale, uscendone però sempre sconfitto dalle formazioni brasiliane: nel 1998 fu l'Atletico Pax de Minas a battere i russi a domicilio, l'anno successivo l'Ulbra si prese la rivincita dell'ottobre '97.
Dal 1999 al 2001 ha guidato la nazionale russa con cui ha partecipato al UEFA Futsal Championship 1999 in Spagna, battendo in finale i padroni di casa ai calci di rigore. Sempre con la nazionale ha disputato l'anno seguente il FIFA Futsal World Championship 2000 giungendo quarto, ultima qualificazione russa ai campionati del mondo.

## Palmarès
- Campionato d'Europa: 1
Russia: 1999